# Christian Dillingham
Christian Dillingham (Brookfield (Ohio)) ist ein amerikanischer Jazzmusiker (Kontrabass, Komposition); er gilt als vielseitiger Musiker, der in verschiedenen Genres, darunter Jazz, Klassik und Gospel brillierte.

## Leben und Wirken
Dillingham spielte während seiner gesamten Schulzeit in Rock- und Jazzbands. Während seines Studiums an der Youngstown State University unter der Anleitung von Tony Leonardi und Micah Howard beschäftigte er sich ernsthaft mit der Musik als Beruf. Nach seinem Abschluss mit einem Bachelor of Music in Musikdarbietung mit Schwerpunkt Jazz setzte Dillingham seine Ausbildung an der Duquesne University in Pittsburgh fort, wo er mit Jeffrey Turner, Solobassist der Pittsburgh Symphony, arbeitete und anschließend einen Master of Music in Musik erwarb. Er besuchte außerdem das National Repertory Orchestra Festival in Breckenridge, Colorado und die School for Improvisational Music in New York.
Nach seinem Abschluss wurde Dillingham eingeladen, im Civic Orchestra of Chicago zu spielen, und zog in die Stadt, um in den nächsten beiden Spielzeiten mit ihnen aufzutreten. Seitdem ist er häufig in der  Klassik-Szene Chicagos aufgetreten und spielte in der Lyric Opera, dem Grant Park Symphony und dem Chicago Opera Theatre. Dillingham ist außerdem Mitglied der Chicago Sinfonietta, Present Music (Milwaukee), des Fulcrum Point New Music Project, des Matt Jones Orchestra und des Chicago Philharmonic. Er ist mit Alarm Will Sound aufgetreten und wirkte bei Alben der Chicago Sinfonietta und der Camerata Chicago mit, außerdem von Jim Gailloreto’s Jazz String Quintet. Des Weiteren war er auch an dem mit einem Grammy ausgezeichneten Album Long Live Love (RCA 2019) des Sängers Kirk Franklin beteiligt. 2023 legte er mit seinem eigenen Quartett (mit Gitarrist Dave Miller, Saxophonist Lenard Simpson und Schlagzeuger Greg Artry) sein Debütalbum Cascades vor.
Dillingham lehrt als Hochschullehrer an der Indiana University Bloomington.